# P. J. Byrne

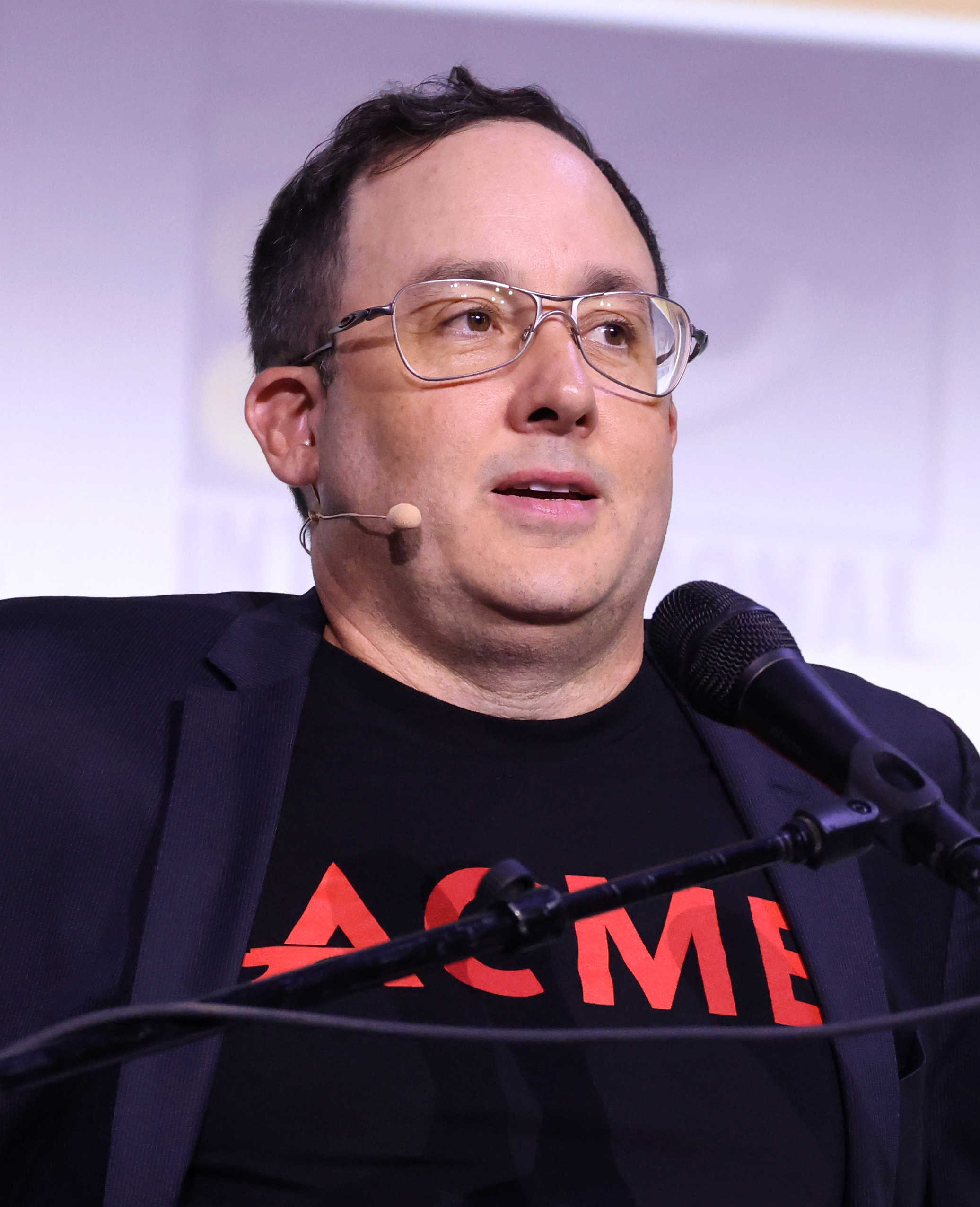
P. J. Byrne (2025)

Paul Jeffrey „P. J.“ Byrne (* 15. Dezember 1974 in New Jersey) ist ein US-amerikanischer Schauspieler.

## Leben und Karriere
Byrne studierte zunächst am Boston College und schloss seine Ausbildung an der Theatre School der DePaul University ab.
Ab 2001 trat er in kleineren Nebenrollen in Filmen und Fernsehserien auf. Später war er auch in größeren Rollen in Filmen wie Dinner für Spinner, Kill the Boss, Final Destination 5 und Die Qual der Wahl zu sehen. Als Synchronsprecher übernahm er ab dem Jahr 2012 die Rolle des Bolin in der Fantasy-Zeichentrickserie Die Legende von Korra. Im Jahr 2013 trat er an der Seite von Leonardo DiCaprio und Jonah Hill in Martin Scorseses The Wolf of Wall Street auf.
Von 2017 bis 2019 war Byrne in der Fernsehserie Big Little Lies als Principal Warren Nippal zu sehen. Danach übernahm er Rollen in Filmen wie 15:17 to Paris, Rampage – Big Meets Bigger, Green Book – Eine besondere Freundschaft und Bombshell – Das Ende des Schweigens.
Byrne ist seit dem Jahr 2007 mit Jaime Nicole Padula verheiratet.

## Filmografie (Auswahl)
- 2001: Spring Break Lawyer (Fernsehfilm)
- 2001: Max Keebles großer Plan (Max Keeble’s Big Move)
- 2002: 29 Palms
- 2002: Blood Work
- 2003: Bruce Allmächtig (Bruce Almighty)
- 2004: Helter Skelter (Fernsehfilm)
- 2005: Verliebt in eine Hexe (Bewitched)
- 2005: Dick und Jane (Fun with Dick and Jane)
- 2006: Walkout – Aufstand in L.A. (Walkout, Fernsehfilm)
- 2006–2012: The Game (Fernsehserie, 16 Episoden)
- 2007: Von Frau zu Frau (Because I Said So)
- 2007: Loveless in Los Angeles
- 2007: Evan Allmächtig (Evan Almighty)
- 2007: Desperate Housewives (Fernsehserie, 1 Episode)
- 2007: Der Krieg des Charlie Wilson (Charlie Wilson’s War)
- 2008: First Sunday
- 2008: Abgedreht (Be Kind Rewind)
- 2008: Kissing Cousins
- 2008: Surfer, Dude
- 2008: Soul Men
- 2009: Finding Bliss
- 2010: Ausnahmesituation (Extraordinary Measures)
- 2010: Dinner für Spinner (Dinner for Schmucks)
- 2010: Monster Heroes
- 2010: Our Show (Fernsehfilm)
- 2011: Son of Morning
- 2011: Kill the Boss (Horrible Bosses)
- 2011: Final Destination 5
- 2011: Snitch
- 2012: Die Qual der Wahl (The Campaign)
- 2012: K-11
- 2012–2014: Die Legende von Korra (The Legend of Korra, Fernsehserie, 47 Episoden, Sprechrolle)
- 2013: The Wolf of Wall Street
- 2014: Intelligence (Fernsehserie, 11 Episoden)
- 2014: Mädelsabend – Nüchtern zu schüchtern (Walk of Shame)
- 2016: Vinyl (Fernsehserie, 9 Episoden)
- 2016: Blindspot (Fernsehserie, Episode 2x06)
- 2016: Die wahren Memoiren eines internationalen Killers (True Memoirs of an International Assassin)
- 2017: Liebe zu Besuch (Home Again)
- 2017: The Eloise Asylum (Eloise)
- 2017–2018: I′m Dying Up Here (Fernsehserie, 7 Episoden)
- 2017–2019: Big Little Lies (Fernsehserie, 9 Episoden)
- 2018: 15:17 to Paris
- 2018: Rampage – Big Meets Bigger (Rampage)
- 2018: Green Book – Eine besondere Freundschaft (Green Book)
- 2018: Tremors (Fernsehfilm)
- 2018–2019: Black Lightning (Fernsehserie, 4 Episoden)
- 2019: Black-ish (Fernsehserie, Episode 5x09)
- 2019: Der Denver-Clan (Dynasty, Fernsehserie, 2 Episoden)
- 2019: The World Without You
- 2019: Countdown
- 2019: Mob Town
- 2019: Bombshell – Das Ende des Schweigens (Bombshell)
- 2020–2021: All Rise – Die Richterin (All Rise, Fernsehserie, 2 Episoden)
- 2020–2024: The Boys (Fernsehserie, 5 Episoden)
- 2021: Them (Fernsehserie, 3 Episoden)
- 2021: Noch nie in meinem Leben … (Never Have I Ever, Fernsehserie, 6 Episoden)
- 2021: DC Super Hero Girls (Fernsehserie, Episode 2x11, Sprechrolle)
- 2021: Cobra Kai (Fernsehserie, Episode 4x08)
- 2022: Spirited
- 2024: The Big Cigar (Miniserie, 6 Episoden)
- 2024: Riff Raff – Verbrechen ist Familiensache (Riff Raff)
- 2024: Like A Complete Unknown (A Complete Unknown)
- 2024: Dear Santa – Teuflische Weihnachten (Dear Santa)